# Aleksander Jeżewski

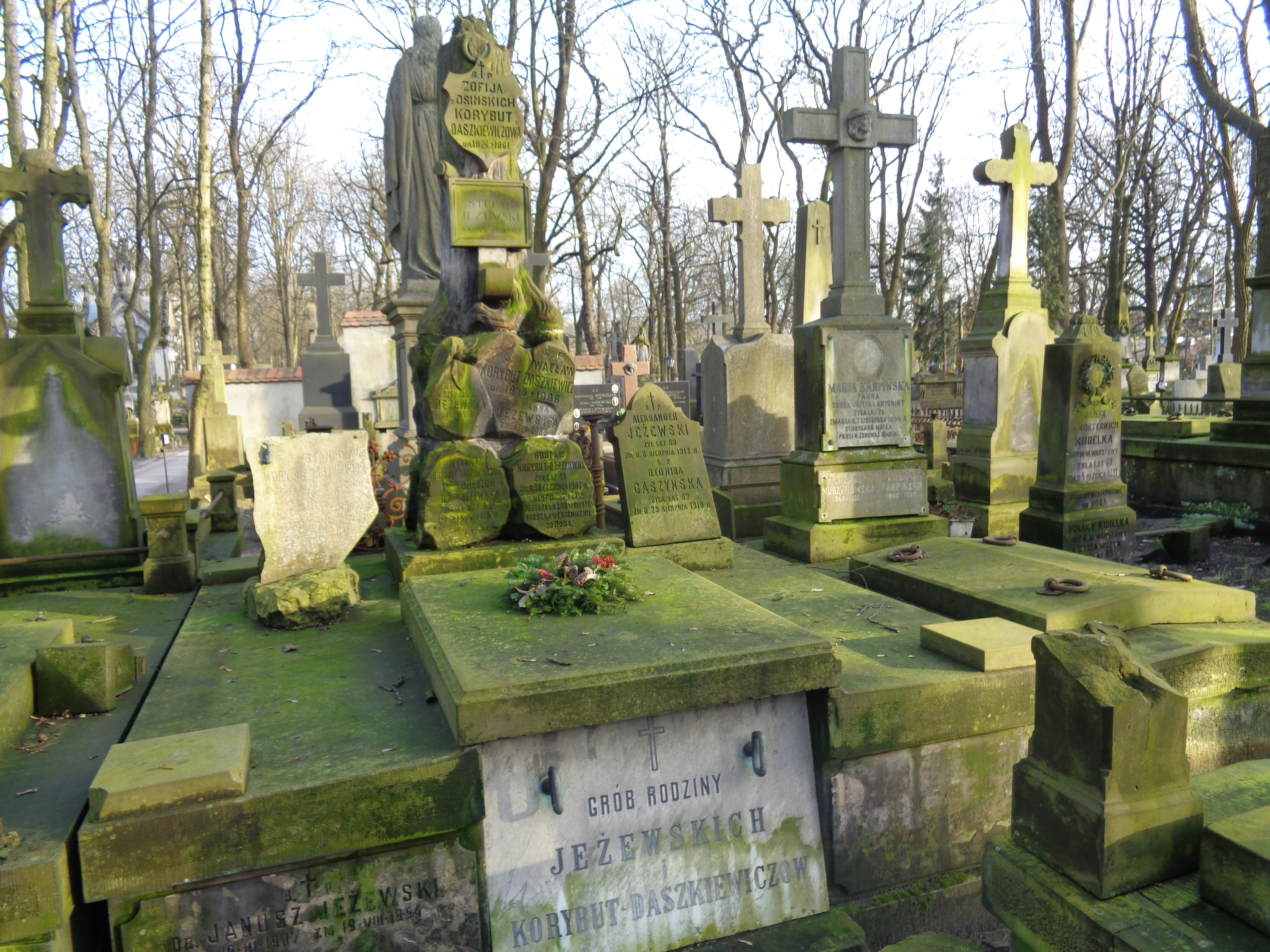
Grób Aleksandra Jeżewskiego na cmentarzu Powązkowskim

Aleksander Jeżewski (ur. 1842, zm. 6 sierpnia 1912) – kapitan, weteran powstania styczniowego.
Walczył w oddziale Mariana Langiewicza, jako adiutant generała. Brał udział w bitwach pod Choborzem, Małogoszczem, Miechowem.  Po opuszczeniu przez Langiewicza powstania, w marcu 1863 roku walczył w oddziale Jankowskiego. W czasie walk pod Zasławiem został ciężko ranny. 
Zmarł w 1912 roku. Został pochowany na cmentarzu Powązkowskim w Warszawie kwatera 34 rząd 2 grób 3. Miał dwie córki i sześciu synów, jednym z nich był Kazimierz Jeżewski.